# Juan Carlos I (L61)
Juan Carlos I is een multipurpose-schip van de Spaanse marine. Het is vernoemd naar de Spaanse koning Juan Carlos I. Het schip wordt voornamelijk gebruikt als vliegdekschip met AV-8B Harrier II-vliegtuigen. Het vervangt hiermee het vliegdekschip Príncipe de Asturias, dat op 6 februari 2013 uit de vaart is genomen. Verder vervangt het de troepentransportschepen Hernán Cortés (L41) en Pizarro (L42). 

## Ontwerp

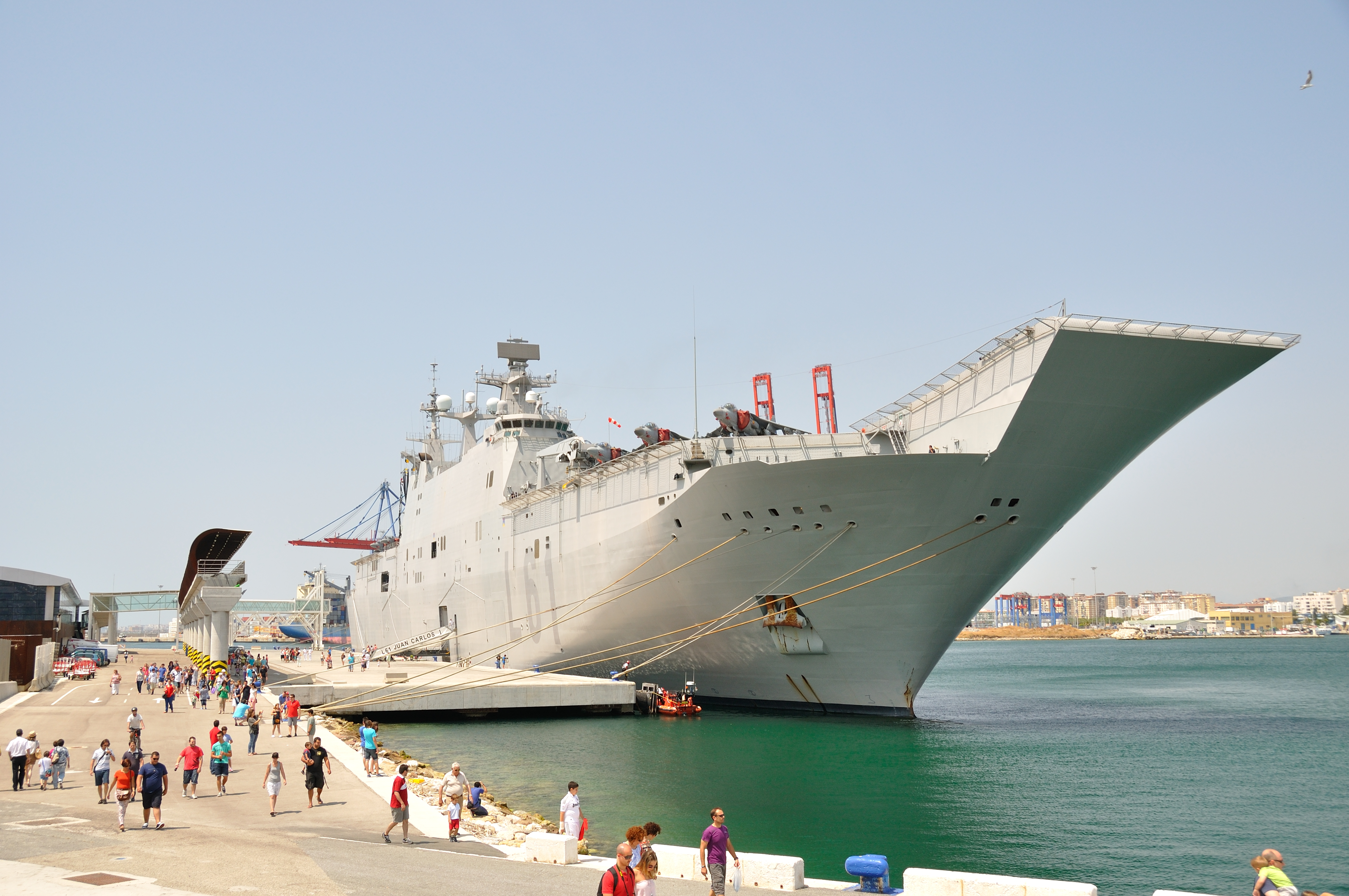
De boeg van de Juan Carlos I, Málaga, juli 2013

Het ontwerp van de Buque de Proyección Estratégica, zoals het oorspronkelijk genoemd werd, werd goedgekeurd in september 2003. 
Het schip heeft een vliegdek van 202 meter lang, met een hellend vlak aan het eind, zodat vliegtuigen ook met een kort vliegdek kunnen opstijgen. Op het vliegdek zijn acht plaatsen voor Harrier II, F-35 Lightning II, of helikopters, verder zijn er vier plaatsen voor zware helikopters van het CH-47 Chinook-type en is er een plek voor grotere vliegtuigen van het formaat V-22 Osprey. Als vliegdekschip kan de Juan Carlos I plaats bieden aan in totaal 30 vliegtuigen.
Het schip is het eerste schip van de Spaanse marine dat tegelijk een dieselmotor en elektrische motor gebruikt. 

## Bouw
De bouw begon in mei 2005 in de plaatsen Ferrol en Fene. Het schip, dat 3.100.000 uur productietijd en 775.000 uur assemblagetijd vergde, werd op 10 maart 2008 te water gelaten en op 30 september 2010 in dienst genomen. Er stond oorspronkelijk een budget van 360 miljoen euro voor, maar de productiekosten waren 426 miljoen euro. 

## Export

### Australië
Na een competitie met de Franse Mistralklasse, kondigde de minister-president van Australië op 20 juni 2007 aan dat Australië twee schepen van dit ontwerp zou aankopen. Het Spaanse scheepsbouwbedrijf Navantia zal de kiel en het vliegdek aanleggen in Spanje, waarna het schip afgebouwd wordt in Australië door BAE Systems Australia.

### Rusland
In september 2009 nodigde Rusland Navantia uit om deel te nemen aan een competitie om de Russische marine te voorzien van een nieuwe generatie amfibische schepen. In januari 2011 koos Rusland echter voor de Franse Mistral.

### Turkije

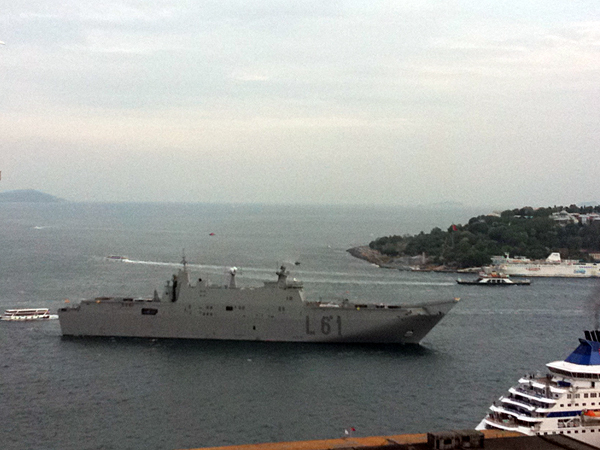
De Juan Carlos I in Istanboel, Turkije, in mei 2011

Turkije begon een aanbesteding voor de bouw van een vaartuig met het LHD-type (Landing Helicopter Dock), dat op zijn eigen scheepswerven zal worden vervaardigd, waarop Navantia zijn ontwerp op basis van de L-61 presenteerde. In mei 2011 voer de L-61 naar Turkije voor een presentatie aan de lokale autoriteiten. Op 29 december 2013 heeft de Turkse marine Navantia geselecteerd om samen met haar lokale partner, Sedef, de bouw van de TCG Anadolu (L-408) uit te voeren, een vaartuig op basis van de Juan Carlos I. Navantia zal zorgen voor het ontwerp, de overdracht van technologie, apparatuur en .technische assistentie voor de bouw ervan in Turkije, evenals de motoren, de turbine en het geïntegreerde platformcontrolesysteem, naast andere systemen.
De TCG Anadolu (L-408) is intussen een schip in aanbouw voor de Turkse marine. Het schip werd besteld op 1 juni 2015, de kiel werd gelegd op 7 februari 2018 en ingebruikname is gebeurd op 10 april 2023